# ولسوالی گلران
ولسوالی گُلران یکی از ولسوالی‌های ولایت هرات کشور افغانستان است.
ولسوالی گُلران در شمال غربی ولایت هرات واقع شده و از سوی غرب با ایران، از سمت شمال با ترکمنستان، از شرق با ولسوالی کوشک و از سمت جنوب با ولسوالی‌های زنده‌جان و کهسان هم‌مرز است.
ولسوالی گلران دارای جمعیت تخمینی ۱۰۷٬۰۰۰ تن در سال ۲۰۰۵ بوده و تقریباً در ۱۲۰ کیلومتری شمال هرات قرار دارد. مرکز این ولسوالی، روستای قره‌باغ است.
منطقهٔ گلران در برخی سال‌ها با خشکسالی‌های سختی روبرو است و توفان‌های شن جاده‌های آن را می‌پوشاند.
مردم این ولسوالی بیشتر شامل فارسیوانان تاجیک و ایماق، پشتون‌ها و ترکمن‌ها  بلوچها می‌شود.

## اقتصاد و بافت اجتماعی
بیشتر باشندگان ولسوالی گلران پشتون‌ها، تاجیک‌ها و ترکمن‌ها وبلوچها هستند، طوری‌که بیشترشان را پشتون‌ها و تاجیک‌ها تشکیل می‌دهند و به ترتیبش ترکمن و ایماق.
قوم بلوچ را رخشانیان (ازبکزهی) شاخه‌های ولسوالی گلران به ترتیب اسحاقزائیها نورزائیها اچګزائیها شیخانزائیها بابکزائیها ، [ سرخکمانها تیموری‌ها جمشیدی‌ها ،غوریان،زوری‌ها وبارکزائیها بلوچها… هستند
و شاخه‌هایی از قبیل اسحاقزیی، نورزیی، ماشینزایی، چپات، مندک شیخانزای کموزای اچکزای بهادرزای بابک زای علی زای و غیره نام برد و بیشتر در اطراف مرکز ولسوالی زیست داشتند که فعلاً اکثر شان به مرکز شهرستان نقل مکان ویا به شهر هرات رفته‌اند
باشندگان این شهرستان بیشتر به دامداری و دهقانی مصروف اند و کشت هم فقط به دلیل نبود آب کافی در زمین‌های للمی صورت می‌گیردشهرستان گلران دارای مقدار جنگل پسته نیز است و همچنین روستاهای حوضچه و زیرریگی‌ها به شوند داشتن آب کافی ازانگورخوبی بر خوردار هستند وهندوانه بیشرین کشت در فصل خود است که معمولاً برداشت خوبی می‌دهد اما چیزی بنام مخ یا همان شیرین بیان بیشتر در دشت‌های گلران می‌روید هرساله از برداشت این محصول مردم بهره می‌برند

## روستاها و قصبات ولسوالی گلران
بزرگترین قریه‌های آن:بوزان، طوطچی، گلران خوگیانی، گلران تیموری، گلران زیکینی، شکرآب، قشاوری علیا، نهرآب، لهراب، زیره گی، حوضچه‌ها (قریه کهنه-مومن آباد-کلابی - خردمندان)، زیارت، آسیادیو، افضل، غورقند غوری دهنهٔ ذوالفغار، چکاب چای کهسانی سیاه کمرک دهنه شهر بند که موقعیت تاریخی نیز داردچای آب گرمی رباط سرگردان و دوم اینکه بیشترین نفوس ولسوالی گلران را اقوام  اسحاقزای نورزای بلوچ تیموریها غوری‌ها ماشیگزای سرخکمان ملکی و به تر تیب تاجیک وترکمن.
قریه چشمه تاسک ازقریه کوچک ولسوالی گلران هست ودر۱۷کیلومتر ولسوالی هست این قریه زیادی زراعت راتشکیل می‌دهند هرسال بش از۱۰۰۰۰۰من گندم وجوراتشکیل می‌دهند ارباب غلام حضرت خان می‌باشد اولین مبارزات جهادی در مقابل اشغال آمریکا از قریه قلعه  نور وچای کهسانی شروع وبه تمام ولسوالی گسترش یافت

## قریه شکرآب
قریه شکر آب یکی از قریه‌های‌های بزرگ ولسوالی گلران است که در پانزده کیلومتری مرکز ولسوالی گلران قره باغ قرار دارد نفوس تقریبی آن به هزار و پانصد تن می‌رسد باشندگان این قریه متشکل از دری زبانها میباشد و اکثراً مردم آن بلوچ ازبگزهی هستند و بر علاوه مردم  بلوچ، طاهری، و تاجیک در این قریه زندگی می‌کند
بزرگان این قریه عبارت از ارباب تاجمیر ملا محمد عسکر حاجی ملا کریم خان ارباب شکرآب عبدالغفور عبدالوهاب و عبدالکریم می‌باشد و ارباب آن فعلاً ارباب سرکار خان می‌باشد این قریه در چند سال اخیر وسعت زیادی پیدا کرده‌است
اقتصاد این قریه را کشاورزی و مالداری تشکیل می‌دهد کشاورزی در این قریه رشد خوبی دارد کشاورزی اکثراً للمی است و زمین‌های آبی کشاورزی آن زیاد است این قریه دارای دو باغ بزرگ است که انگور زیادی دارد مردم این قریه گندم، سیب زمینی، بادمجان ، پیاز، سیر، زردک، شغلم … و انواع سبزیجات و حبوبات وانواع درخت بادم، پسته، زردآلو، سیب، آلو، انار… را به صورت آبی و گندم جو نخود عدس کرابیه و پالز را به صورت للمی زرع می‌نماید آب زراعتی این قریه از دره شارشاره که دارای دو آبشار زیباست تأمین می‌گردد و آب آشامیدنی آن که آب نادری در منطقه است به صورت لوله‌کشی به قریه می‌آید تأمین می‌گردد این قریه دارای کاریزهای زیادی بوده که فعلاً از بین رفته‌است تاریخ این قریه بر اساس آثاری که در زمان حکومت قبلی امارت اسلامی بدست آمده به گفته باستان شناسان به دو هزار و پانصد سال قبل از میلاد مسیح بر می‌گردد این قریه در پائین کوه قرار دارد اگر در فصل بهار بارندگی زیاد باشد تمام اطراف آن گلگون و زیبا می‌گردد
در غرب این قریه بیدک و در شرق آن قاشقی و چشمه تاسک و در شمال شرق آن رباط سرگردان و در جنوب آن کوه قرار دارد این قریه دارای دو مسجد و یک مکتب متوسطه می‌باشد که در چند سال اخیر رشد خوبی کرده‌است

## روستای زیره گی و حوضچه
زیره گی کلان و حوضچه دو قریه بزرگ از قریه های گلران است که در دوازده کیلومتری جنوب قره باغ مرکز ولسوالی گلران واقع شده‌است نفوس تقریبی آن ۲۷۰۰ نفر است و همه آنها فارسی زبان هستند که در گلران به قوم ساغری مشهور اند این قریه ها از جمله کوه پایه‌های سرسبز ولسوالی گلران است که در هر فصل بهار مردم هرات برای تفریح از کوه بزرگ و سرسبز این قریه دیدن می‌کنند قریه حوضچه و زیرگی متشکل از شش قریه کوچک و بزرگ بنام‌های قریه‌های زیره گی کلان زیرگی خورد. مومن آباد، قریه کهنه، کلابی و خردمندان است که در رأس امور اجتماعی این قریه تا سال ۱۳۹۰ سه ارباب بنام‌های حاجی محمداکبر کلان قوم ساغری در قریه‌های زیرگی. ارباب عبدالظاهروحاجی ارباب ده باشی قرارداشتند مردم اکثرأ به مالداری (دامداری) و کشاورزی مشغول‌اند. در قریه کهنه که مرکز این روستاهست مردم زیادتربه کشاورزی مشغول اند که به استثنای زمین‌های للمی زمین‌های آبی شان را از دو کاریز بنام‌های کاریز عبدالله خان و کاریز ارباب ده باشی آبیاری می‌کنند محصولات عمده کشاورزی این روستا عبارت اند از گندم، نخود، انگور، سیب زمینی، پیاز، گوجه فرنگی و غیره می‌باشد. جوانان این روستا مانند دیگر روستاهای گلران تاپیش از فروپاشی حکومت طالبان تااندازهٔ از نعمت درس و آموزش محروم بودند و فقط جوانان می‌توانستند آموزش‌های مذهبی را در مساجد نزد ملایان بیاموزند که باروی کارآمدن حکومت کرزای ازسال ۱۳۸۰خورشیدی جوانان این روستا آموزش‌های ابتدایی را در مساجد شروع کردند تا اینکه در سال ۱۳۸۳ به کمک کشور آلمان دو مدرسه در این روستاها اعمار گردید.
در سال ۱۳۹۷ مردم این روستاها خسارات هنگفت مالی را از حادثات طبیعی متقبل شدند که در بزرگترین حادثه حدود ۲۰۰ گوسفند را سیلاب نابود کرد.